# Searsia longipes
Searsia longipes är en sumakväxtart som först beskrevs av Adolf Engler, och fick sitt nu gällande namn av Moffett. Searsia longipes ingår i släktet Searsia och familjen sumakväxter.

## Underarter
Arten delas in i följande underarter:
- S. l. elgonensis
- S. l. schinoides